# Oddvar Brå
Oddvar Brå   (Hølonda, 16 de març de 1951) és un esquiador de fons noruec, ja retirat, que va competir durant les dècada de 1970 i 1980.
Durant la seva carrera esportiva va prendre part en cinc edicions dels Jocs Olímpics d'Hivern: el 1972, 1976, 1980, 1984 i 1988. En aquestes participacions guanyà dues medalles de plata en la cursa del relleu 4x10 quilòmetres, el 1972 i 1980.
En el seu palmarès també destaquen quatre medalles al Campionat del Món d'esquí nòrdic, dues d'or i dues de bronze, entre les edicions de 1974 i 1989. A la Copa del Món d'esquí de fons aconseguí dues victòries en l'edició de 1981-1982. A nivell nacional guanyà 16 campionats de Noruega.
El 1975 va rebre la medalla Holmenkollen, que va compartir amb Gerhard Grimmer i Ivar Formo. El 1987 va rebre l'Egebergs Ærespris.